# Первый дивизион ЮАР по футболу
Национальный Первый дивизион ЮАР по футболу (англ. National First Division) — второй в структуре футбольных лиг дивизион в ЮАР. Контролируется Высшей Футбольной Лигой

## Формат лиги

### До сезона 2011/12 года
Состояла из двух региональных равных по значимости дивизионов Внутреннего (англ. Inland stream) и Прибрежного (англ. Coastal stream), имеющих по восемь команд. По окончании сезона две выигравшие в своих дивизионах клубы играли между собой два матча за путевку в Премьер-лигу, проигравший из этого противостояния клуб попадал в новый переходный турнир, где играл матчи с командой, занявшей 15 место в Премьер-лиге, и с клубами со вторых мест региональных дивизионов лиги. Они образовывали полу-финальную стадию, с домашними и выездными матчами. Победитель из этих четырех команд получал право на участие в высшем дивизионе.

### Новый формат
По новому формату лига также состоит из 16 команд, но при этом не подразделяется на региональные дивизионы. Победитель лиги получает прямую путевку в Премьер-лигу, команды занявшие 2-е и 3-и места выявляют между собой победителя, который в свою очередь встречается с командой занявшей предпоследнюю строчку в высшей лиге.

## Команды-участницы 2023-24
| Команда             | Город          | Стадион                             | Вместимость |
| ------------------- | -------------- | ----------------------------------- | ----------- |
| Апингтон Сити       | Апингтон       |                                     |             |
| Барока              | Полокване      | Питер Мокаба                        | 40 000      |
| Блэк Леопардс       | Полокване      | Питер Мокаба                        | 40 000      |
| Венда               | Венда          | Тохоянду                            |             |
| НБ Ла Масия         | Йоханнесбург   | Education Through Sports            |             |
| Магеси              | Лимпопо        | Олд Питера Мокабы                   | 15 000      |
| Марумо Галлантс     | Полокване      | Питер Мокаба                        | 46 000      |
| Марицбург Юнайтед   | Питермарицбург | Harry Gwala                         | 22 000      |
| Милфорд             | Дурбан         | Стадион принцессы Магого            | 12 000      |
| Орбит Колледж       | Рюстенбург     | Олимпия Парк                        | 32 000      |
| Платинум Сити       | Могвасе        |                                     |             |
| Претория Каллис     | Претория       | Лукас Морипе                        | 28 900      |
| Претория Юниверсити | Претория       | Тукс                                | 14 150      |
| Фри Стэйт Старс     | Бетлехем       | Гобл Парк                           | 20 000      |
| Хангри Лайонс       | Постмасбург    | Стадион тренировочного центра Сивос | 1 500       |
| ЮДР Старс           | Претория       |                                     |             |